# Контрольская, Валентина Васильевна
Валентина Контрольская (укр. Валентина Контрольська, род. 1881, Харьков, Российская Империя — 4 мая 1933, Харьков, Украинская ССР, СССР) — медицинская работница (фельдшерка), этнографка, коллекционер. В течение 15 лет исследовала культуру и быт крымских татар, зарисовала около 8000 образцов орнаментов крымскотатарской вышивки.

## Биография
Родилась в 1881 году в Харькове. В детстве потеряла родителей и стала сироткой, но это не помешало ей получить среднее специальное медицинское образование и стать фельдшершей. В 17-летнем возрасте вышла замуж за выпускника Харьковского университета Андрея Александровича Контрольского.
В 1900 году супруги прибыли в Ялту по приглашению редактора газеты «Крымский курьер» М. К. Первухина и вскоре окончательно переехали в Крым. В 1907 году они приобрели небольшое имение «Мави куш» (в переводе с крымскотатарского — «Синяя птица») на реке Бельбек недалеко от Севастополя.
Работая фельдшером, Валентина сблизилась с местным населением, выучила крымскотатарский язык и посвятила 15 лет изучению культуры и быта народов Крыма.
С 1906 по начало 1920 года посещала более 60 крымских поселений. Путешествуя по полуострову, зарисовала около 8000 образцов орнаментов вышивки крымских татар — главных покрывал («марама»), свадебных поясов, полотенец, скатерти и других предметов быта. Рисунки выполнены в цвете, часто с примечаниями и графическим изображением направления швов. 118 ее рисунков ныне хранятся в фондах Бахчисарайского государственного историко-культурного заповедника, остальная часть рассеяна по частным коллекциям или потеряна. В фондах Бахчисарайского заповедника хранятся также рисунки войлочных и тканых ковров ногайцев, собранные в Крыму и воспроизведенные Валентиной Контрольской. Её коллекция орнаментов крымскотатарской вышивки XVI–XIX веков была представлена на Парижской всемирной выставке в 1925 году.
В 1927 году была арестована по обвинению в участии в антисоветской организации, но вскоре освобождена за отсутствием доказательств. В 1928 году была вынуждена вернуться в Харьков, где скончалась от тифа в 1933 году.

## Память
В конце 2018 года Бахчисарайский музей-заповедник выпустил рисунки Валентины Контрольской отдельным каталогом, в который вошли 114 работ, выполненных на бумаге в натуральную величину акварелью, золотой и серебряной красками.
В 2019 году в художественном музее заповедника экспонировалась выставка «Медик с душой художника». Рисунки Валентины Контрольской в собрании Бахчисарайского музея-заповедника, на которой были представлены 66 работ, подаренных внучкой мастерицы Маргаритой Александровной Контрольской в 1983 году.